# Camptopoeum nadigi
Camptopoeum nadigi är en biart som först beskrevs av Warncke 1972.  Camptopoeum nadigi ingår i släktet Camptopoeum och familjen grävbin. Inga underarter finns listade.